# Sofia Cabanes Balanzà
Sofia Cabanes Balanzà (la Ràpita, 1985) és una periodista i directora de documentals.
Es va llicenciar en Periodisme i Història i Ciències de la Música a la Universitat Autònoma de Barcelona.
Des de febrer de 2012 exerceix com a corresponsal de l'Agència EFE a la regió de les Terres de l'Ebre. També ha sigut corresponsal de Catalunya Ràdio entre els anys 2010 i 2013 i redactora del setmanari La Veu de l'Ebre entre els anys 2008 i 2011. El seu acomiadament de Catalunya Ràdio l'any 2013, juntament amb altres corresponsals per les retallades de la crisi financera que forçaven una reestructuració de l'emissora, va tenir moltes mostres en contra.
A finals de 2012, juntament amb la periodista Sílvia Berbís Morelló, va impulsar Aguaita.cat un nou diari digital de les Terres de l'Ebre, del qual és editora i codirectora. Al 2013 la publicació va integrar-se dins del Grup Nació Digital.
Els seus documentals han estat centrats en l'illa de Cuba, el 2016 dirigeix "Un ladrillo pa' la historia". I el 2018 co-dirigeix amb Jesús Labandeira i Rudy Jordán el documental "Nueve días sin Fidel", que retrata els dies posteriors a la mort de Fidel Castro.